# Martianus Capella
Martianus Minneus Felix Capella was een laat-Romeinse schrijver die actief was in de vijfde eeuw. Volgens Cassiodorus stamde Martianus Capella uit Madauros in de Romeinse provincie Afrika. Dit was tevens de geboorteplaats van Apuleius. Het schijnt dat hij in Carthago een praktijk als jurist heeft uitgeoefend, maar hij behoorde wellicht niet tot de culturele en economische elite.
Capella was een van de vroegste beijveraars van het systeem van de zeven vrije kunsten, waar omheen later het onderwijs in de vroege middeleeuwen werd gestructureerd. Bekend en invloedrijk is hierbij zijn werk De nuptiis Philologiae et Mercurii ('over het huwelijk van Filologie en Mercurius'), een zeer allegorische tekst waarin zich het huwelijk voltrekt tussen Filologie (liefde voor het woord) en Mercurius (god van de retorica). Tijdens de feestelijkheden stellen zeven dames zich voor als de zeven vrije kunsten.  